# 山口県道・広島県道2号岩国佐伯線
山口県道・広島県道2号岩国佐伯線（やまぐちけんどう・ひろしまけんどう2ごういわくにさいきせん）は、山口県岩国市天尾（てんのお）と広島県廿日市市浅原を結ぶ県道（主要地方道）である。

## 概要
山口県岩国市美和町秋掛から広島県廿日市市浅原の県境区間（3km余り）は未改良のため、大型車通行困難。なお、山口県側の未改良区間については2022年度からバイパス工事が行われることとなった。
岩国市美和町西畑・黒瀬橋西詰交差点 - 岩国市美和町生見・山口県道111号岩国美和線交点間には山代湖沿いを進む本路線を短絡する岩国市道渋前5号線がある。

### 路線データ
- 起点：山口県岩国市天尾（国道187号交点）
- 終点：広島県廿日市市浅原（国道186号交点）
- 総延長：26.3 km
- 実延長：26.3 km（山口県区間：22.6 km[2]、広島県区間：3.704 km[3]）
- Googleマップ

## 歴史
当路線の前身は山口県道・広島県道1号周東根笠本郷線。本郷とは、当時周辺にあった玖珂郡本郷村（現・岩国市）ではなく、終点付近（当時の広島県佐伯郡佐伯町浅原）の小字にちなむ。国道187号との重用区間を境に南側が山口県道5号周東美川線、北側が本路線に分割された。
- 1993年（平成5年）5月11日 - 建設省から、県道周東根笠本郷線の一部・県道が岩国佐伯線として主要地方道に指定される[4]。
- 1994年（平成6年）3月15日：山口県告示第210号及び広島県告示第258号により認定される。
- 2003年（平成15年）3月1日：佐伯郡（さえきぐん）佐伯町（さいきちょう）および吉和村が廿日市市に編入されたことに伴い終点の地名表記が変更される（佐伯郡佐伯町浅原→廿日市市浅原）。同時に広島県側は全区間が廿日市市域を通る路線になる。
- 2006年（平成18年）3月20日：岩国市と玖珂郡の町村（和木町を除く）との対等合併によって改めて岩国市が設置されたことに伴い山口県側は全区間が岩国市域を通る路線になる。

## 路線状況

### 重用区間
- 山口県道130号本郷周東線（岩国市天尾 - 岩国市美和町下畑）

### 道路施設

#### 橋梁
- 長浴大橋（岩国市美和町西畑 - 岩国市美和町下畑間、山代湖）
- 足谷橋（岩国市美和町下畑、山代湖）
- 出合橋（岩国市美和町下畑、下畑川）

#### トンネル
- 長原トンネル（岩国市天尾）
- 森ヶ原トンネル（岩国市天尾 - 岩国市美和町西畑間）

## 地理

### 通過する自治体
- 山口県
  - 岩国市
- 広島県
  - 廿日市市

### 交差する道路
| 交差する道路                                   | 都道府県名 | 市町村名 | 交差する場所         | 交差する場所 |
| ---------------------------------------------- | ---------- | -------- | -------------------- | ------------ |
| 国道187号 山口県道130号本郷周東線 重複区間起点 | 山口県     | 岩国市   | 天尾（てんのお）     | 起点         |
| 山口県道130号本郷周東線 重複区間終点           | 山口県     | 岩国市   | 美和町下畑           |              |
| 山口県道111号岩国美和線                        | 山口県     | 岩国市   | 美和町西畑           |              |
| 山口県道59号岩国錦線                           | 山口県     | 岩国市   | 美和町生見（いきみ） |              |
| 山口県道135号北中山岩国線                      | 山口県     | 岩国市   | 美和町北中山         |              |
| 山口県道134号秋掛錦線                          | 山口県     | 岩国市   | 美和町秋掛           |              |
| 国道186号                                      | 広島県     | 廿日市市 | 浅原                 | 終点         |

### 峠
- 市野峠（岩国市美和町秋掛/廿日市市浅原）

### 沿線にある施設など
- 生見川（いきみがわ）ダム
- 岩国市役所美和支所
- 錦川
- 生見川
- 山代湖（生見川ダムのダム湖）
- 美和ゴルフクラブ